# Ртутьтристронций
Ртутьтристронций — бинарное неорганическое соединение
стронция и ртути
с формулой Sr3Hg,
кристаллы.

## Получение
- Сплавление стехиометрических количеств чистых веществ в инертной атмосфере:

{\displaystyle {\mathsf {3\;Sr+Hg\ {\xrightarrow {458^{o}C}}\ Sr_{3}Hg}}}

## Физические свойства
Ртутьтристронций образует кристаллы
ромбической сингонии,
пространственная группа P nma,
параметры ячейки a = 0,8523 нм, b = 1,108 нм, c = 0,7405 нм, Z = 4,
структура типа карбида трижелеза Fe3C
.
Соединение конгруэнтно плавится при температуре 458°C .